# Trilogia 1983-1989 live 2013
Trilogia 1983-1989 live 2013 è un album live della rockband italiana Litfiba, pubblicato il 26 marzo 2013 da Sony Music, già disponibile in anteprima il 24 e il 25 marzo ai due concerti tenutisi all'Alcatraz di Milano in quelle due date.

## Descrizione
Registrato live in occasione delle prime due date italiane del Trilogia 1983-1989 tour il 30 e 31 gennaio 2013 all'Alcatraz di Milano. Il tour vede la partecipazione dei due membri storici Antonio Aiazzi (tastiere) e Gianni Maroccolo (basso), mentre alla batteria è stato reclutato Luca Martelli. Durante tutto il tour vengono suonati esclusivamente i pezzi risalenti alla Trilogia del potere.

La scaletta è stata identica per entrambe le serate: per registrare l'album è stata scelta la versione migliore di ciascuna delle date. Nello specifico Eroi nel vento, La preda, Istanbul, Guerra, Versante est, Apapaia, Pierrot e la Luna, Louisiana e Resta sono prese dalla serata del 30 gennaio, mentre le restanti sono inerenti a quella del 31. Alla fine è stato rimosso dalla tracklist il solo brano Paname, che la band ha deciso di escludere ritenendo non fosse perfettamente riuscito in nessuna delle due serate.
In occasione del Record Store Day, il 20 aprile 2013 il disco è stato pubblicato anche in versione triplo vinile a tiratura limitata.

## Tracce

### CD 1
1. Eroi nel vento – 4:37
2. Tziganata – 4:15
3. La preda – 3:54
4. Transea – 6:03
5. Istanbul – 5:44
6. Guerra – 5:58
7. Versante est – 6:07
8. Apapaia – 5:38
9. Pierrot e la Luna – 5:02
10. Ballata – 5:05
11. Elettrica danza – 3:55

### CD 2
1. Re del silenzio – 4:35
2. Gira nel mio cerchio – 4:28
3. Cane – 4:39
4. Ferito – 5:43
5. Louisiana – 7:10
6. Il vento – 5:11
7. Santiago – 4:16
8. Ci sei solo tu – 4:56
9. Corri – 4:29
10. Amigo – 3:49
11. Resta – 3:20
12. Tex – 7:08

## Formazione
- Piero Pelù - voce
- Ghigo Renzulli - chitarra
- Gianni Maroccolo - basso e cori
- Antonio Aiazzi - tastiere
- Luca Martelli - batteria e cori

## Classifica
| Classifica | Posizione massima |
| ---------- | ----------------- |
| Italia     | 6                 |

### Andamento in classifica
| Posizione | 6 | 10 | 16 | 20 | 37 | 51 | 52 | 58 |